# 71-es főút (Mexikó)
A mexikói 71-es szövetségi főút két különálló szakaszból áll: az első szakasz 43,5 km hosszúságú, Aguascalientes és Zacatecas államokat köti össze, a másik szakasz 38,0 km-es, és Aguascalientesből Jalisco államba vezet. Az északi szakasz nagyjából párhuzamosan halad a 45-ös főúttal észak-déli irányban, abból ágazik ki és abba is tér vissza. A déli rész Aguascalientes városközpontjától kb. 7 km-rel nyugatra ágazik ki az Aguascalientes és Jalpa közti útból, és délnyugat felé éri el Jalisco államot, ahol hamarosan véget ér és a Jaliscói 211-es állami útban folytatódik.

## Domborzat
Az északi szakasz szinte teljesen sík vidéken halad, észak felé alig észrevehető mértékben emelkedik: déli vége 1900 méterrel van a tengerszint felett, északi vége 1970 méterrel, így kilométerenkénti átlagos emelkedése 2 méter alatt marad. A domborzatnak köszönhetően az út legnagyobb részén egyenes vonalban halad.
A déli szakasz jóval kanyarosabb (egy helyen 180 fokos kanyart is leír) a kezdeti síkság után megjelenő hegyvidék miatt, és maga az út is hullámzik, de nem nagy mértékben: kb. 1840 méter és 1960 méter között, a meredek hegyoldalak még a környékre sem jellemzők.

## Elágazások, települések

### Északi szakasz
| km   | Elágazás, település                                             | Állam                     |
| ---- | --------------------------------------------------------------- | ------------------------- |
| 0,0  | Luis Moya, 45-ös főút                                           | Zacatecas                 |
| 6,0  | Államok határa                                                  | Zacatecas, Aguascalientes |
| 9,3  | San Jacinto (Rincón de Romos község)                            | Aguascalientes            |
| 13,2 | Kereszteződés a La Punta és Mesillas közötti úttal              | Aguascalientes            |
| 22,3 | Kereszteződés a Rincón de Romos és Ciénega Grande közötti úttal | Aguascalientes            |
| 29,6 | Elágazás Villa Juárez felé                                      | Aguascalientes            |
| 31,4 | Elágazás Pabellón de Arteaga felé                               | Aguascalientes            |
| 43,5 | La Providencia (San Francisco de los Romo község), 45-ös főút   | Aguascalientes            |

### Déli szakasz
| km   | Elágazás, település                            | Állam                   |
| ---- | ---------------------------------------------- | ----------------------- |
| 0,0  | San Felipe, Aguascalientes és Jalpa közötti út | Aguascalientes          |
| 9,2  | Elágazás El Niágara felé                       | Aguascalientes          |
| 27,0 | El Taray                                       | Aguascalientes          |
| 29,6 | Államok határa                                 | Aguascalientes, Jalisco |
| 38,0 | Villa Hidalgo                                  | Jalisco                 |